# Capanna Pairolo

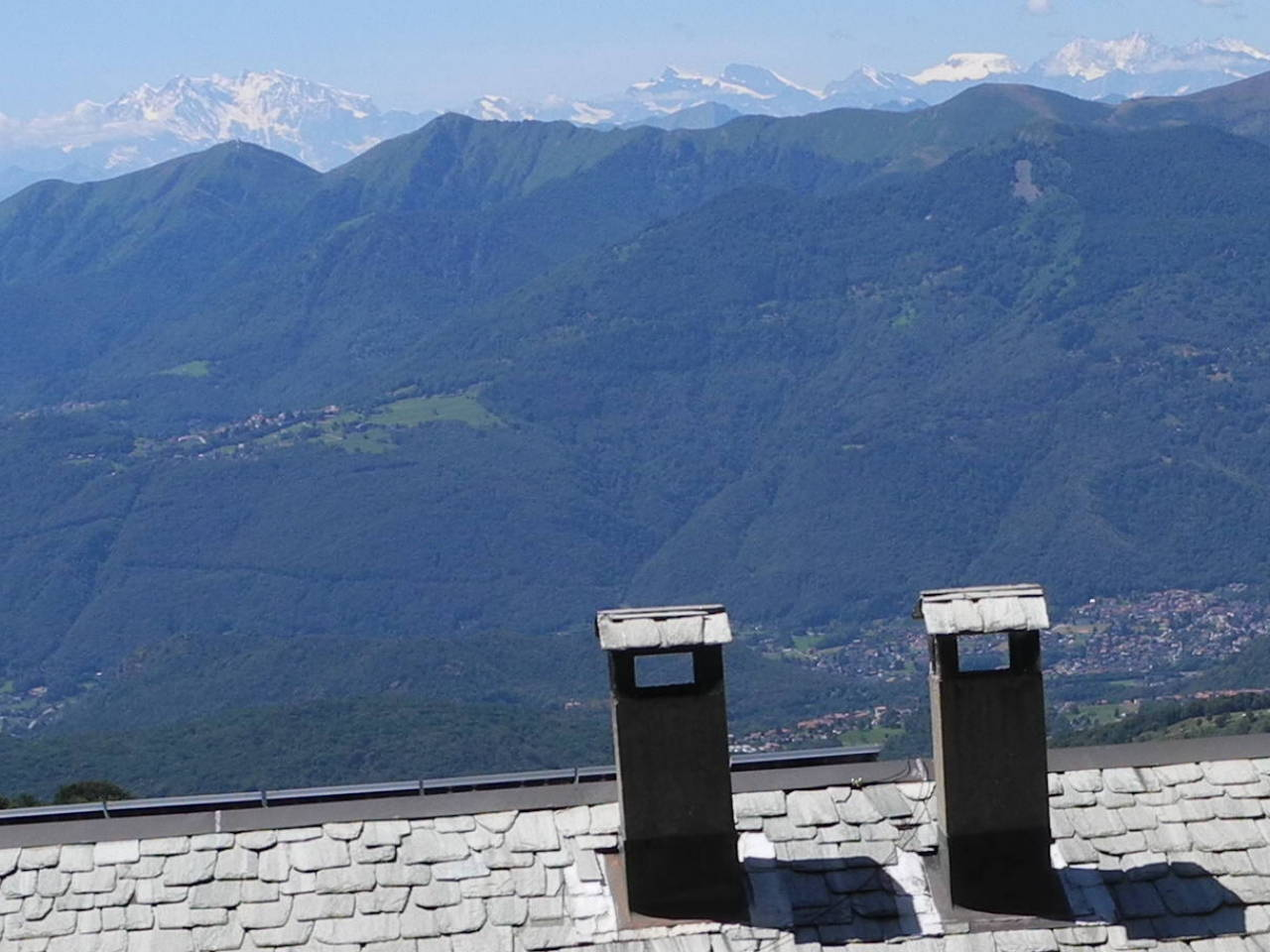
Panorama von der Pairolohütte

Die Capanna Pairolo (deutsch Pairolohütte) ist eine Schutzhütte im oberen Val Colla in der früheren Gemeinde Cimadera im Kanton Tessin. Sie steht auf 1347 m ü. M. am Fusse der Denti della Vecchia in den Luganer Voralpen.

## Geschichte
Die Pairolohütte wurde 1937 gebaut und 1977 modernisiert. Sie gehört zur Sektion SAT Lugano der Società Alpinistica Ticinese (SAT) und dem Dachverband Federazione Alpinistica Ticinese (FAT). Die Hütte ist zweigeschossig mit einem Speisesaal für 60 Personen sowie einem grossen Aussenplatz mit Tischen und Brunnen. Die Küche verfügt über einen Gas- und Holzherd. Die Beleuchtung wird von einer Photovoltaikanlage versorgt.
Die Hütte wurde 1937 als Stützpunkt für Kletterer aus Lugano errichtet, um Touren in den Kalktürmen der Denti della Vecchia zu ermöglichen. Die Hütte ist dank ihrer tiefen Lage schon früh im Frühling schneefrei und bleibt bis in den Spätherbst für Kletterer, Wanderer, Biker und Hüttenbesucher erreichbar.
Die Aussicht reicht an schönen Tag bis zum Monte Rosa und den Viertausendern der Mischabelgruppe der Walliser Alpen.

## Zustiege
- Von Cimadera (1082 m ü. M.) in 1 ½ Stunden Gehzeit (Schwierigkeitsgrad T1).
- Von Sonvico (628 m ü. M.), 700 Höhenmeter in 2 ½ Stunden (T2).

Cimadera und Sonvico sind mit dem öffentlichen Bus ab Lugano erreichbar.

## Aufstiege
- Denti della Vecchia (1492 m ü. M.) in 1 ¼ Stunden. Die eigentlichen Klettergipfel sind nur für geübte Berggänger (T5) und erfahrene Kletterer (Schwierigkeitsgrade 3b bis 8a).

## Übergänge zu Nachbarhütten
- Capanna Baita del Luca SAC Tessin, Ciovàsc (1070 m ü. M.), in 45 Minuten
- Capanna San Lucio an der Grenze in Italien (1540 m ü. M.), in 2 Stunden
- Capanna Monte Bar SAC Tessin, Capriasca (1600 m ü. M.), in 5 Stunden

## Aktivitäten
Die Hütte und das Gebiet sind geeignet für Wanderer, Naturliebhaber, Biker, Schulen, Familien und Gruppen. An der Hütte befindet sich eine Kletterwand, Klettermaterial kann ausgeliehen werden.